# Francisco Antonio de Lorenzana y Butrón
Francisco Antonio José de Lorenzana y Butrón (Lleó, 22 de setembre de 1722 - Roma, 16 d'abril de 1804) va ser un religiós espanyol. Va ser cardenal, bisbe de Plasència i arquebisbe de Mèxic i de Toledo.
Fill de Jacinto Lorenzana y Varela i de Maria Josefa Salazar Taranco. Als nou anys queda orfe de pare, la mare l'inscriu a l'Estudi de Gramàtica dels Jesuïtes, on està fins a 1733, quan el seu oncle Anastasio el treu i l'interna al convictori del priorat benedictí de San Andrés de Espinareda, on rebria la tonsura clerical el 1734.
En concloure els seus estudis el 1740, va estudiar lleis a la Universitat de Valladolid, però per motius econòmics es trasllada a la de Santa Catarina de Burgo de Osma el 19 de novembre de 1742, on obtingué el batxiller de lleis. Després tornà a Valladolid per adquirir coneixements pràctico-forenses; el 1744 ingressa al Gimnasio Canónico Civil de Santo Tomás. El 1748 es trasllada a Salamanca i ingressa al Colegio Mayor de San Salvador, on estaria durant tres anys i hi obtindria la llicenciatura en lleis.
El 1750 participa i guanya un concurs opositor per ocupar la canongia del Capítol de Sigüenza, i se li encomenen les tasques de bibliotecari i hospitalari de l'Hospital de San Mateo. El 1752, oposita a la doctoralia de la catedral de Múrcia, que no obtingué. L'any següent intenta aconseguir un lloc al capítol catedralici de Salamanca, sense èxit. Posteriorment, Lluís Antoni d'Espanya, llavors arquebisbe de Toledo, li va atorgar una canongia de gràcia.
Poc després, el nou arquebisbe de Toledo, Luis Fernández de Córdoba, el nomena vicari general i després abat de San Vicente. El 5 de juny de 1765, a proposta de Fernández de Córdoba, Lorenzana esdevenia bisbe de Plasència. Ocuparia el bisbat durant un any, el 1766 era escollit arquebisbe de Mèxic, on va dur a terme una gran tasca de renovació seguint les directrius del regnat de Carles III, a través de dues grans línies: la realització de visites i reformes als religiosos de les Índies i la realització de concilis provincials en les esglésies mexicanes. Va ocupar dita seu fins al 3 de març de 1772, en què era escollit per ocupar l'arquebisbat de Toledo.
El 30 de març de 1789, Pius VI el creà cardenal, i el 1797 es trasllada a Roma, on va dimitir el 1800 de la seu de Toledo i on morí el 16 d'abril de 1805. Fou enterrat a la Basílica de la Santa Creu de Jerusalem, de la qual n'era titular.